# تشونغ يونغ جين
تشونغ يونغ جين (بالكورية: 정용진)‏‏ (19 سبتمبر 1968 في سول - ) رائد أعمال من كوريا الجنوبية.